# District de Sittwe
Le district de Sittwe (birman : စစ်တွေခရိုင်) est un district de l'État de Rakhine, à l'ouest de la Birmanie. Son centre administratif est Sittwe.

## Divisions administratives
Le district de Sittwe comprend les cantons suivants :
- Canton de Pauktaw
- Canton de Ponnagyun
- Canton de Rathedaung
- Canton de Sittwe

Le district de Sittwe comprenait également autrefois les cantons suivants, qui ont été divisés pour devenir le district de Mrauk-U :
- Canton de Kyauktaw
- Canton de Mrauk-U
- Canton de Minbya
- Canton de Myebon

## Démographie
Selon le recensement de 2014, le district comptait 537 300 habitants, dont 250 712 hommes et 286 588 femmes.